# Carl Busley

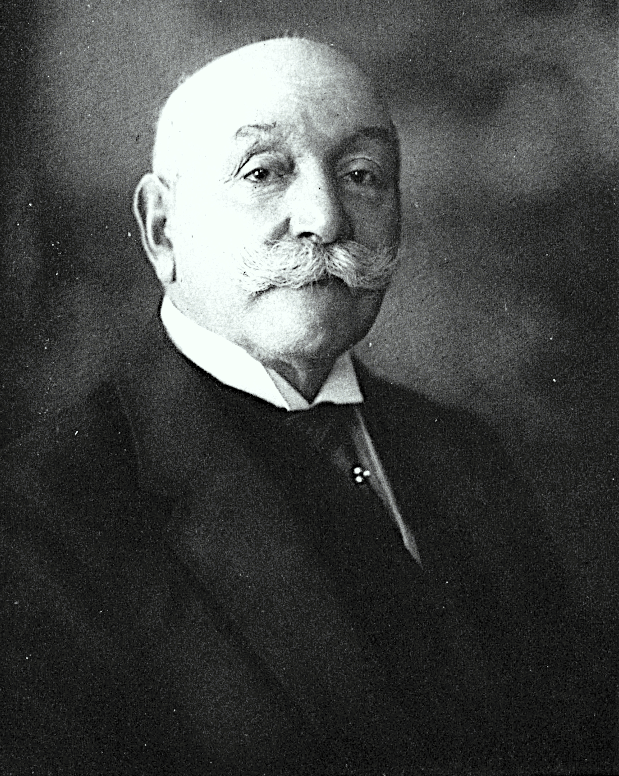
Carl Busley

Carl Georg Busley (* 7. Oktober 1850 in Neustrelitz; † 13. Februar 1928 an Bord der Fulda im Roten Meer) war ein deutscher Schiffsmaschinenbauingenieur und Gründer von Fachverbänden.

## Leben
Carl Georg Busley wurde am 7. Oktober 1850 als Sohn von Friedrich Wilhelm Busley, Hofbüchsenmacher in Neustrelitz und seiner Ehefrau Luise Friederike geb. Deniselle geboren.
Nach dem Schiffbau- und Schiffsmaschinenbaustudium an der Technischen Hochschule Charlottenburg, heute die Technische Universität Berlin, trat er 1874 als Ingenieuraspirant in die Kaiserliche Marine, arbeitete anschließend als Ingenieur auf der Kaiserlichen Werft Kiel und wurde 1879 als Lehrer für Schiffsmaschinenbau an die Marineakademie und -schule (Kiel) und die Deckoffizierschule berufen. Im selben Jahr trat er mit der Gründung des Schleswig-Holsteinischen Bezirksverein des Vereins Deutscher Ingenieure (VDI) diesem und dem Gesamtverein bei. Später gehörte er dem Berliner Bezirksverein des VDI an.

### Die Kieler Woche
Ab dem Jahre 1880 war Busley maßgeblich an der Initiative zu Segelwettfahrten auf der Kieler Förde beteiligt. Seine Aktivitäten führten letztendlich zur Gründung der noch heute stattfindenden Kieler Woche und trug so zur Verbreitung und großen Popularität des Segelsports in Deutschland bei.

“...Trotz über mehr als hundertjähriger Tradition ist der Segelsport in Deutschland im Vergleich mit Nationen wie Amerika oder Großbritannien eine jüngere Disziplin. Der Segelsport entwickelte sich in deutschen Ländern ab Mitte des 19. Jahrhunderts. Selbstverständlich gab es zuvor neben dem berufsbedingten Segeln auch Seglerschaft aus Spaß und Freude. Zusammenschlüsse oder gar Vereine gab es anfangs jedoch nicht (1).(...) Die Organisation des Segelsports gewann besonders ab den 1880er Jahren an Aufschwung, woran die Kieler Segelbegeisterten einen nicht unerheblichen Anteil hatten (2). (...) Hier wurde anfänglich auf den Beibooten der Marineschiffe oder auf Segelschiffen der Berufsseeleute gesegelt. Die erste Freizeityacht auf der Förde war die 1875 von dem Kieler Bootsbauer Theede gebaute „Argo“ des Marine-Ingenieurs Gustav Sonntag. Im Jahr 1880 wurde der Marine-Ingenieur Hermann Saefkow von Danzig nach Kiel versetzt. Saefkow, Mitglied des Königsberger Seglerclubs „RHE“, brachte seine Yacht „Anna“ mit und versuchte, zusammen mit dem Marine-Ingenieur Carl Busley und dem Kapitänleutnant Lüder Arenhold, die Kieler „Spaßsegler“ zum Wettfahren, dem sogenannten Regattieren, zu animieren. Ihr Werben blieb nicht umsonst. (...).”

Im Jahre 1890 wurde er von Kaiser Wilhelm zum Professor ernannt.

### Die Schichau-Werke

Ausrüstungsbassin für Torpedoboote in Elbing (1896)

1895 schied er als Geheimer Regierungsrat aus dem Staatsdienst aus und wechselte zu den Schichau-Werken, deren Eigentümer Carl Ziese ihn zum Bevollmächtigten und Generalvertreter ernannte. Für diese Tätigkeit wählte Busley seinen Wohnsitz in Berlin. Die Schichau-Werke, die in Pillau, Elbing und Danzig Maschinen, Lokomotiven und Schiffe herstellten, waren Marktführer im Bau von Torpedobooten.

### Die Buley-Burmester Formel

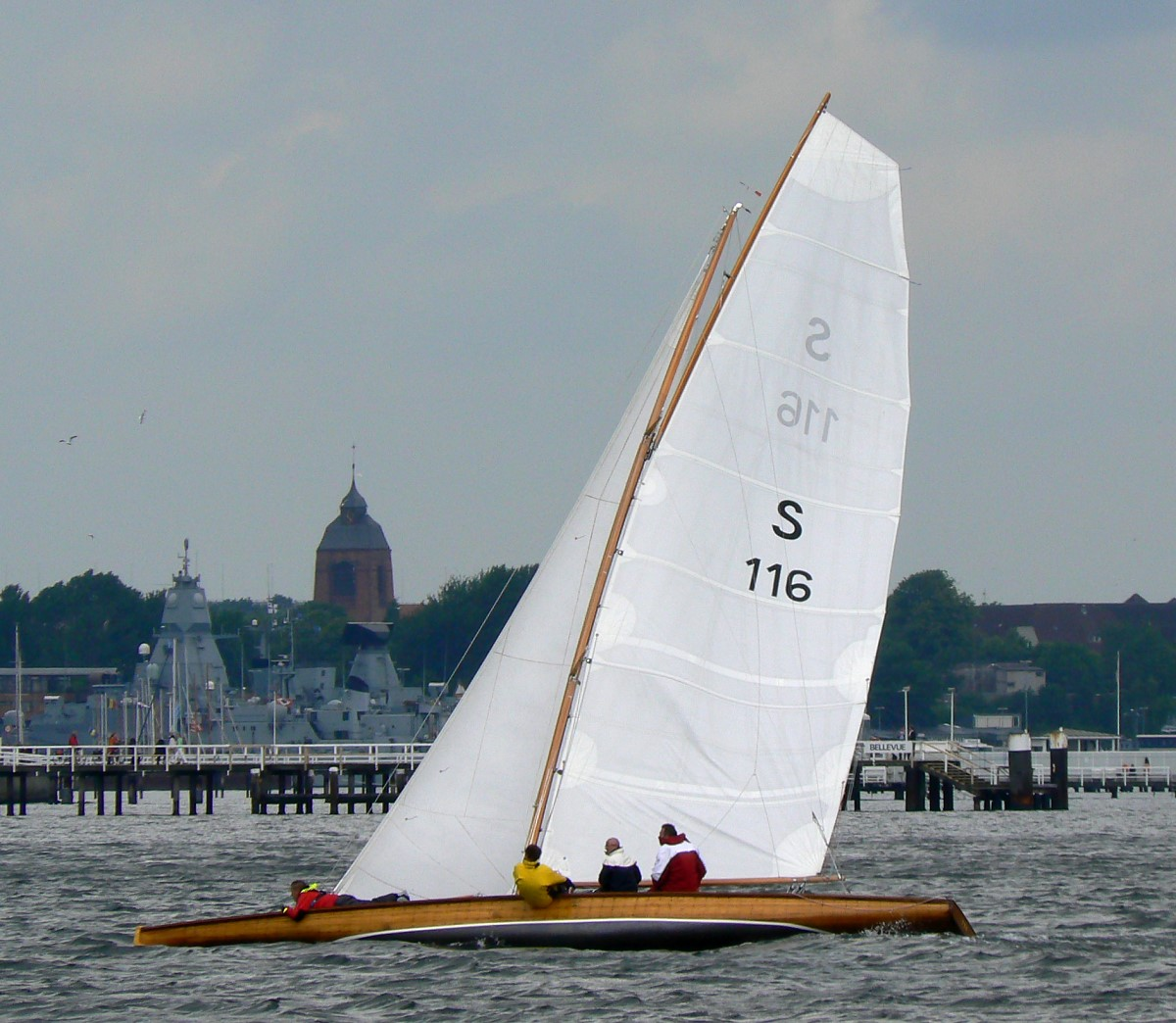
Sonderklasse Kiel (2007)

Der Vorsitzende des Deutschen Segler-Verbands Adolf Burmester und Busley erarbeiteten im Jahre 1898 auf Wunsch des segelbegeisterten Kaiser Wilhelm II., die Formel für eine Sonderklasseyacht. Als Vorbild für diese Klasse diente ihnen die englische 19-Fuß-Klasse.
Die von ihnen entwickelte Sonderklasse gehörte zur ersten weltweiten Konstruktionsklasse. 

#### Die Formel und Bauvorschriften
- WL + B + T = max. 9,75 m; WL = Wasserlinienlänge; B = größte Breite; T = größter Tiefgang
- Segelfläche bis maximal 51 Quadratmeter
- Plankenstärke mindestens 16 Millimeter
- Plichtöffnung nicht länger als 2,5 Meter
- Gewicht mindestens 1,83 Tonnen
- Baupreis höchstens 5 100 Reichsmark

Bereits im Sommer 1900 starten 15 Neubauten der Sonderklasseyachten zum Kampf um den vom Kaiser für die Klasse gestifteten Pokal. Bald schon segelten die Yachten auch in Belgien, Dänemark, Frankreich, Spanien und Deutschland gegeneinander.

## Die Fachverbände
- 1887 Gründungsmitglied Marine-Regatta-Verein
- Ab dem Jahre 1901 war Busley Vorsitzender des am 31. August 1881 gegründeten Berliner Vereins für Luftschiffahrt und gründete am 28. Dezember 1902 den Deutschen Luftschiffer-Verband. Nach Verhandlungen mit den Vereinen erfolgte im Jahre 1911 die Umbenennung in Deutscher Luftfahrer-Verband.[6][7]
- Im Jahre 1905, am 14. Oktober, kam es durch seine Initiative zur Gründung des Internationalen Aeronautischen Verbandes (Fédération Aéronautique Internationale (FAI)) und er wurde zum Vizepräsident gewählt.[8]
- Am 11. September 1907 gründete Busley in Berlin den Deutschen Motoryachtverband (DMYV) und war dessen Vorsitzender.[9]
- 1908 Gründung der Union internationale du Yachting Automobile auch Association Internationale du Yachting Automobile (heute Union Internationale Motonautique), Busley war von 1908 bis 1918 erst Vizepräsident und dann der letzte Präsident des Verbandes.[1]

In Berlin konnte Busley seine organisatorischen Fähigkeiten entfalten und war unter anderem maßgeblich an der Gründung der Schiffbautechnischen Gesellschaft (STG) 1899 beteiligt, deren Vorsitzender er 28 Jahre bis zu seinem Tode war. Er hielt hier mehrere Vorträge, die in den STG-Jahrbüchern abgedruckt sind. 1920 wurde er zum Ehrenmitglied der STG ernannt. Busley war sehr vielseitig, was auch aus seinen Veröffentlichungen hervorgeht.
Im Jahre 1912 wurde Busley zum Präsidenten des Deutschen Segler-Verbandes gewählt.

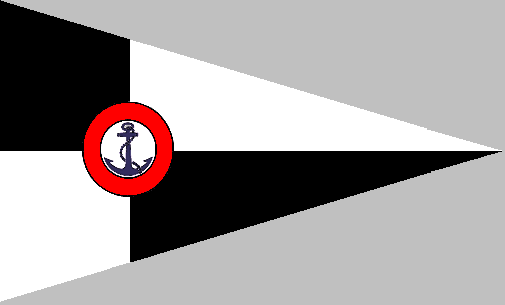
Marine-Regatta-Verein (1887)
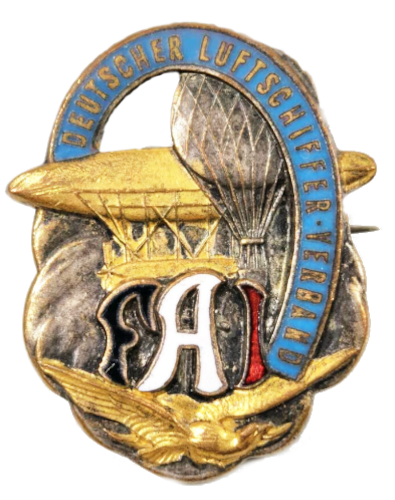
Mitgliederabzeichen Deutscher Luftschiffer Verband 1905
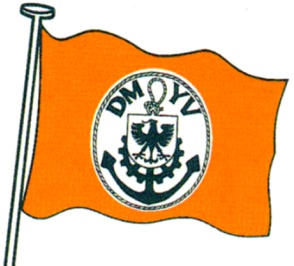
Deutscher Motoryachtverband-Logo
Logo Deutscher Segler-Verband

## Familie
- Carl Busley war verheiratet mit Friederike Lilienthal, Schwester des Juristen Karl von Lilienthal aus Elberfeld.[11]
- Ihre gemeinsame Tochter Friederike heiratete im Mai des Jahres 1914 Georg Friedrich Nicolai einen Mediziner und Philosophen.[12]

## Ehrungen
- Großherzoglich-Mecklenburgisches Groß-Komturkreuz der Wendischen Krone
- Großherzoglich-Oldenburgisches Ehren-Ritterkreuz 2. Klasse
- Komturkreuz des Franz-Joseph-Ordens auf Deutsche Digitale Bibliothek
- 1886 (18. März) Allerhöchste Genehmigung zum Anlegen des Königlich Spanischen Ordens für Verdienste zur See 1. Klasse (Seeverdienstkreuz)[13]
- 1898 Verdienstorden vom heiligen Michael III. Klasse[14]
- 1900 Roter Adlerorden 3. Klasse mit Schleife und der königlichen Krone[15]
- 1908 Beim Gordon-Bennett-Cup startete der auf Busley getaufte Ballon, des Kölner Clubs für Luftschiffahrt (CCfL), mit Victor Niemeyer und Hans Hiedemann an Bord.[16]
- 1912 Doktor-Ingenieur honoris causa, der Technischen Hochschule zu Berlin-Charlottenburg[17]
- 1913 Komturkreuz der bayerischen Krone, vom Prinzregenten von Bayern Luitpold von Bayern für besondere Verdienste[18]
- 1914 Roter Adlerorden 4. Klasse, dem Vorsitzenden der Schiffbautechnischen Gesellschaft in Berlin Carl Busley
- 1915 Inhaber der goldenen Medaille der Schiffbautechnischen Gesellschaft (Ehrenmitglied seit 1913)[19]

## Werke (Auswahl)
- Carl Busley: Der Kampf um den ostasiatischen Handel (Vortrag). Druck von Trowitzsch & Sohn, Berlin 1897, ISBN 978-3-11-117674-1 (google.de).
- Geschichte der Segelschiffe. Die Entwicklung des Segelschiffes vom Altertum bis zum 20. Jahrhundert. Reprintverlag Leipzig, Holzminden 2007, ISBN 978-3-8262-0238-4 (Nachdr. d. Ausg. 1920).
- Die technische Entwicklung des Norddeutschen Lloyds und der Hamburg-Amerikanischen Packetfahrt-Aktiengesellschaft (Hapag). VDI-Verlag, Düsseldorf 1986 (zusammen mit Rudolph Haack).

1. Textband. 1986 (Nachdr. aus der „Zeitung des Vereins Deutscher Ingenieure“, 1893).
2. Tafelband. 1986 (Nachdr. aus der „Zeitung des Vereins Deutscher Ingenieure“, 1893).

- Die Entwicklung der Schiffsmaschine in den letzten Jahrzehnten. VDI-Verlag, Düsseldorf 1986 (Nachdr. d. Ausg. Berlin 1888).
- Carl Busley: Turbinenpropeller mit Kontraktor (Seite 1 bis 7). VDI Zeitschrift, Band 38, 1834, abgerufen am 30. Januar 2024.
- „Die jüngsten Bestrebungen und Erfolge des deutschen Schiffbaues“ in: Zeitschrift des Vereines deutscher Ingenieure Band XXXIX. No. 21. 15. Juni 1895, Düsseldorf 1895.